# Hydraena tenuisoror
Hydraena tenuisoror är en skalbaggsart som beskrevs av Perkins 2007. Hydraena tenuisoror ingår i släktet Hydraena och familjen vattenbrynsbaggar. Inga underarter finns listade i Catalogue of Life.